# Kahiltna (ledenik)
Ledenik Kahiltna je najdaljši ledenik Aljaškega pogorja v ameriški zvezni državi Aljaska. Začne se na jugozahodnem pobočju Denalija blizu prelaza Kahiltna (nadmorska višina 3150 m). Njegov glavni kanal poteka skoraj proti jugu med Mount Foraker na zahodu in Mount Hunter na vzhodu. Ime je kot Car-ilt-nu Glacier prvič poročal raziskovalec Aljaske, poročnik J. S. Herron leta 1902. Nadomestno ime je Kagheltnu Li'a. Ledenik Kahiltna je najdaljši ledenik v pogorju Aljaske z dolžino 71 km.

## Razcepi
Ledenik ima nekaj opaznih razcepov. Northeast Fork leži tik pod in južno od velike planote, na kateri je na višini 4300 m tabor na standardni poti Denali West Buttress. Omogoča tudi dostop do manj priljubljenih, a bolj tehničnih poti West Rib in Cassin Ridge. East Fork je redko obiskan, vendar omogoča dostop do zahodne strani južne opore Denali. Ustje Southeast Fork je mesto sezonske vzletne steze in baznega tabora za Denali na približno 2130 m nadmorske višine. Ta lokacija je uradno tik izven južne meje divjinskega dela narodnega parka in rezervata Denali. Vendar je v resnici vzletišče običajno na meji ali severno od črte, vendar služba parka to dejstvo spregleda. Služi tudi kot bazni tabor za plezalce, ki poskušajo poti na zahodu ali severu straneh mogočne gore Hunter, ki se dviga južno od Southeast Fork, in na vzhodni ali jugovzhodni strani gore Foraker, ki leži tik ob glavnem delu ledenika.
Veliko drugih neimenovanih razcepov se odcepi proti vzhodu od glavnega toka ledenika v regiji južno od gore Hunter in omogoča dostop do kompleksa majhnih, a strmih skalnih vrhov, priljubljenih med plezalci, znanih kot Mala Švica. Gobec ledenika leži južneje, na nadmorski višini približno 300 m, kjer iz ledenika izvira reka Kahiltna.